# دوريان كوري
دوريان كوري (بالإنجليزية: Dorian Corey)‏ هو فنان أمريكي، ولد في 1937 في بوفالو في الولايات المتحدة، وتوفي في 1993 في مانهاتن في الولايات المتحدة.

## وصلات خارجية
- دوريان كوري على موقع IMDb (الإنجليزية)
- دوريان كوري على موقع قاعدة بيانات الفيلم (الإنجليزية)